# Неготинска Крајина
Неготинска Крајина је крај у североисточном делу Србије између Дунава, српско-бугарске границе, планина Дели Јован и Велики Гребен и Вратњанске реке. Део је Влашко-понтијског басена са најнижом надморском висином у Србији на ушћу Тимока у Дунав (28 m). Чини је плодна равница поред Дунава и Тимока и побрђе и брежуљкасто земљиште, са развијеним ратарством, воћарством и виноградарством. Овдашње вино је било врло цењено и у прошлости, нпр. оцењено је најбољим на конгресу у Паризу 1937.
Околне планине погодују развоју сточарства. Хемијска индустрија развијена је у Прахову (производња вештачких ђубрива), где се налази и речно пристаниште. На Дунаву, код Кусјака, заједно са Румунијом, изграђена је хидроелектрана „Ђердап 2“. Остала индустрија, трговина, угоститељство и занатске делатности развијене су у Неготину и другим местима.
Богата историјска прошлост, културно наслеђе и занимљива и живописна околина Неготина, утицали су на развој туризма у овом крају.
Историјски, појам „Неготинска Крајина“ обухвата територију далеко већу од данашње Општине Неготин, тј. више од трећине подручја града Зајечара, већи део Општине Кладово и мали део Општине Мајданпек.